# 1049

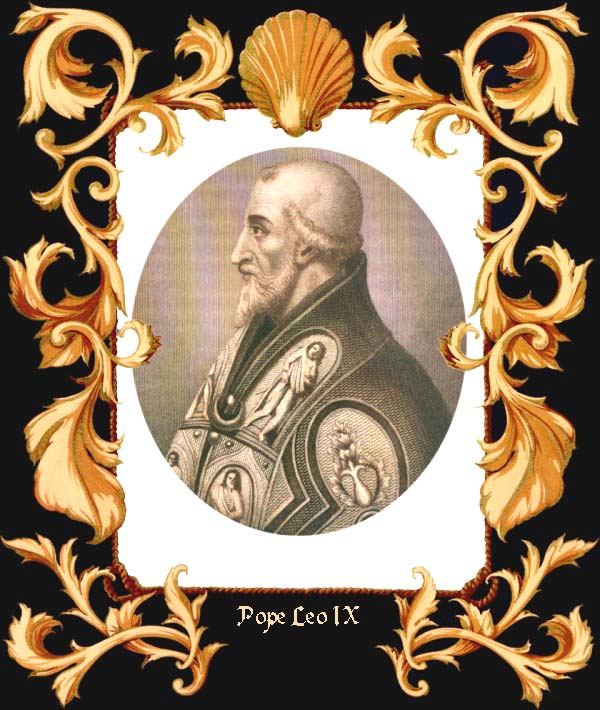
Paus Leo IX (r. 1049 - 1054)

Het jaar 1049 is het 49e jaar in de 11e eeuw volgens de christelijke jaartelling.

## Gebeurtenissen

### Europa
- Voorjaar - Belegering van Dordrecht: In een strijd tegen de verenigde legers van de bisschoppen van Metz, Luik en Utrecht sneuvelt graaf Dirk IV tijdens de belegering. Hij wordt opgevolgd door zijn jongere broer Floris I, het graafschap Holland wordt onder keizerlijk gezag gesteld.[1]
- 2 februari - Nadat de functie achttien maanden vacant is geweest krijgt Koenraad II, de tweede zoon van keizer Hendrik III ("de Vrome"), het hertogdom Beieren toegewezen.

### Religie
- 12 februari - In opvolging van paus Damasus II volgt Leo IX (een neef van Hendrik III) hem op als de 152e paus van Katholieke Kerk.
- 10 augustus - Leo IX consacreert de Laurentiuskerk in Voerendaal, de eerste stenen kerk in de streek. Hij is op doorreis naar Aken om te bemiddelen in een grondconflict.

zonder datum
- De IJzeren pagode in Kaifeng wordt voltooid.
- De Heilige Maria in het Capitool in Keulen wordt ingewijd.
- Oldenzaal krijgt marktrecht en mag zowel een week- als een jaarmarkt houden.
- Eerste schriftelijke vermelding van Plötzkau (deelstaat Saksen-Anhalt) in Duitsland.

## Opvolging
- Boulogne - Eustaas I opgevolgd door zijn zoon Eustaas II
- Abdij van Cluny - Odilo opgevolgd door Hugo
- Mâcon - Otto II opgevolgd door zijn zoon Godfried

## Bouwkunst

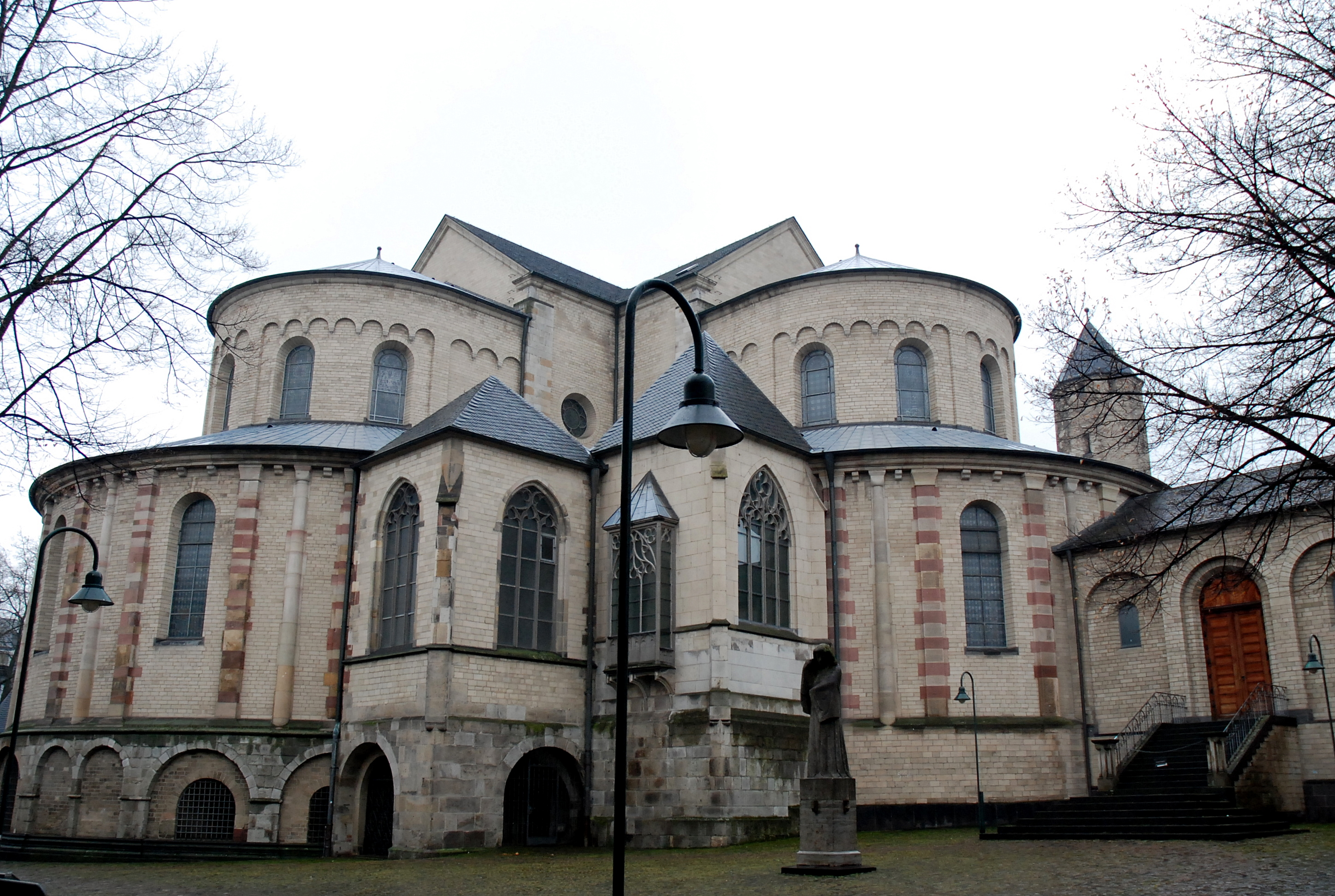
Heilige Maria in het Capitool

## Geboren
- Godelieve van Gistel, Vlaams heilige (waarschijnlijke datum)
- Herman II, paltsgraaf van Lotharingen (overleden 1085)

## Overleden
- 1 januari - Odilo, abt van Cluny (r. 994 - 1049)
- 13 januari - Dirk IV, graaf van Holland (r. 1039 - 1049)
- Airlangga, koning van Mataram (r. 1019 - 1042)
- Eustaas I, graaf van Boulogne (r. 1025 - 1049)
- Otto II, graaf van Mâcon (r. 1004 - 1049)
- Gyda van Zweden, echtgenote van Sven II (waarschijnlijke datum)
- Mathilde van Leuven, echtgenote van Eustaas I (waarschijnlijke datum)